# Luigi Carlo Farini
Luigi Carlo Farini (n. el 22 de octubre de 1812 en Russi, provincia de Ravenna  – 1 de agosto de 1866 en Turín) fue un estadista e historiador italiano. Ocupó el cargo el cargo de primer ministro de Italia entre el 8 de diciembre de 1862 y el 24 de marzo de 1863.

## Biografía
Después de completar un brillante curso universitario en Bolonia, interrumpido para formar parte en la revolución de 1831, ejerció como médico en Russi y en Rávena. Adquirió una gran reputación, pero en 1843 sus opiniones políticas lo llevaron bajo la sospecha de la policía y causó su expulsión de los Estados Pontificios. Residió sucesivamente en Florencia y París, y viajó por Europa como médico privado del príncipe Jerónimo Bonaparte, pero cuando Pío IX fue elegido cabeza de la Santa Sede y comenzó su reinado con aparentemente liberal y las tendencias nacionalistas, Farini regresó a Italia y fue nombrado secretario general de Recchi, el ministro del Interior (marzo 1848).
Pero desempeñado el cargo por poco más de un mes, ya que como todos los otros liberales italianos no aprobaba el cambio de frente de los papas, al negarse a permitir que sus tropas para luchar contra Austria, y renunció con el resto del ministerio el 29 de abril. Pío, con el deseo de contrarrestar el efecto de esta política, enviado Farini a Carlos Alberto, rey de Cerdeña, a entregar el mando del contingente papal a él. Elegido miembro del parlamento por Faenza, fue nombrado nuevo secretario del Ministerio del Interior en el gabinete Mamiani, y más tarde director general del departamento de salud pública.
- Giovanni Spadolini, Gli uomini che fecero l'Italia, Milano 1993
- Indro Montanelli, L'Italia del Risorgimento, Milano 1972
- Romano Pasi, Maurizio Bufalini e Luigi Carlo Farini: i due grandi protagonisti romagnoli del Risorgimento e della medicina dell'800, Ravenna, Edizioni del Girasole, 2002, ISBN 9788875673932.

- Datos: Q729032
- Multimedia: Luigi Carlo Farini / Q729032